# Takrolimus
Takrolimus är en läkemedelssubstans som har flera användningsområden.
Den huvudsakliga användningen är som immunsuppressivum vid organtransplantationer. Takrolimus hindrar kroppen från att stöta bort ett transplanterat och främmande organ (tex. en ny njure eller ett nytt hjärta) genom att till viss del slå ut immunförsvaret.
Substansen är även vid utvärtes bruk klådstillande, den lindrar eksem (atopisk dermatrit) samt hämmar även uppkomsten av dessa.
Takrolimus återfinns under namnen Prograf (immunsuppressivum, då som kapslar och injektionsvätska) och Protopic (klådstillande medel, då som salva). Båda medlen är receptbelagda.